# Linda Steg
Linda Steg (Ravenswoud, 1965) is hoogleraar omgevingspsychologie aan de Rijksuniversiteit Groningen. Haar  onderzoek naar de interactie tussen mens en omgeving heeft als aandachtsgebieden klimaatverandering en duurzame  energietransitie. 
Haar onderzoeksgroep bestaat momenteel (2019) uit 2 universitair hoofddocenten, 4 universitair docenten, 1 projectmanager, 3 postdoctorale onderzoekers en 18 PhD studenten. In 2014, 2016 en 2017 rangschikte Thomson Reuters haar als een van 's werelds meest invloedrijke wetenschappelijke geesten'. In 2020 kreeg Steg de Stevinpremie van NWO toegekend. De selectiecommissie benadrukte "de enorme impact die Steg met haar onderzoek heeft op het internationale klimaatbeleid en de strijd tegen klimaatverandering, een strijd die ze volgens de commissie voedt met belangrijke nieuwe invalshoeken en instrumenten."

## Leven en loopbaan
Na de middelbare school in Oosterwolde studeerde Steg andragologie aan de Rijksuniversiteit Groningen. In 1991 behaalde ze haar master pedagogische wetenschappen.
Van 1995 tot 2003 werkte ze als onderzoeker onder meer bij het Centrum voor milieu- en verkeerspsychologie van de  Rijksuniversiteit Groningen en het Sociaal en Cultureel Planbureau in Den Haag. Hierna nam ze een sabbatical waarbij ze samen werkte met prof. dr. Robert Gifford aan de Universiteit van Victoria in British Columbia (Canada). Vervolgens werkte ze als lector duurzame ontwikkeling aan het University College Windesheim in Zwolle. Daarna was ze universitair docent en universitair hoofddocent aan de afdeling psychologie van de Rijksuniversiteit Groningen. In 2009 werd ze er benoemd als hoogleraar.
Van 2006 tot 2008 was Steg voorzitter van de opleidingscommissie van de afdeling Psychologie. In 2008 werd ze coördinator van de masteropleiding Sociale Psychologie en van 2010 tot 2012 was ze voorzitter van de toelatingscommissie en coördinator van de Engelstalige Master of Science in Psychology. In 2014 werd ze benoemd tot voorzitter van de afdeling Sociale Psychologie van de Rijksuniversiteit Groningen.

## Onderscheiding
Wegens haar exceptionele wetenschappelijke onderzoeksprestaties werd Linda Steg in 2019 benoemd tot Ridder in de Orde van de Nederlandse Leeuw. Om in aanmerking te komen voor deze onderscheiding moet er sprake zijn van duidelijke aanwezige “talent en brille”

## Onderzoek
Linda Steg richt zich op de vraag hoe we milieubewust gedrag kunnen begrijpen, voorspellen en beïnvloeden. 
Onderzocht worden niet alleen welke individuele en situationele factoren de intrinsieke motivatie beïnvloeden om duurzaam te handelen, maar ook welke factoren de effectiviteit en acceptatie van milieubeleid en technologie, gericht op het verminderen van klimaatverandering en het stimuleren van de duurzame energietransitie, beïnvloeden. 
Steg werkt daartoe samen met verschillende interdisciplinaire onderzoeksgroepen aan verschillende projecten. Zo werden door de Nederlandse Organisatie voor Wetenschappelijk Onderzoek (NWO) meer dan 20 onderzoeksvoorstellen waaraan zij deel nam of die zij zelf indiende gehonoreerd.
Steg laat zien dat als het om het milieu gaat, mensen zich niet alleen laten leiden door kosten-batenanalyses, feiten en argumenten⁣, maar ook en vaak meer door normen, waarden en gevoelens.  Haar wetenschappelijk onderzoek is sinds 2014 meer dan 20.000 keer geciteerd en haar H-index is 71.  Het onderzoek van Steg helpt beleidsmakers die het gedrag van mensen willen beïnvloeden.

## Overige functies
- Lid van de Koninklijke Nederlandse Akademie van Wetenschappen (KNAW).[9]
- Lid Raad van Toezicht Universiteit Twente (vanf 2016).[10]
- Lid Commissie van Toezicht van het Rijksinstituut voor Volksgezondheid en Milieu (RIVM).[11]
- Lid van de Adviesgroep Energie voor Horizon 2020, het kaderprogramma voor onderzoek en innovatie van de Europese Commissie (vanaf 2015).[12]
- Hoofdauteur IPCC-rapport 'Opwarming van de aarde van 1,5 °C: een speciaal rapport van het Intergovernmental Panel on Climate Change van de Verenigde Naties over de effecten van de opwarming van de aarde van 1,5 °C boven pre-industriële niveaus en aanverwant wereldwijd broeikasgasemissieroute' (vanaf 2017).[13] De publicatie van dit rapport kwam aan de orde in het NOS Journaal van 8 oktober 2018.[14]
- Steg beklede meerdere functies bij de International Association of Applied Psychology. Zo was zij onder meer: voorzitter van de afdeling Omgevingspsychologie (Division 4) (IAAP; 2010-2014), President-Elect (2006-2010), Past-President (2014-2018), voorzitter Task Force Communication(2013-2014) en penningmeester van Divisie 13 ‘Verkeers- en Transportpsychologie’ (2003-2014).
- Lid van de redactieraad van het  Journal of Environmental Psychology.[15]
- Bestuurslid van het Groningen Energy and Sustainability Programme (GESP) (Groningen Energie- en Duurzaamheidsprogramma).[16]
- Coördinator van het Europese PERSON-platform dat tot doel heeft sociaal-economisch onderzoek te verenigen en te adviseren over de menselijke dimensies van duurzame energietransities.[17]
- Lid van de werkgroep Circulaire economie[18] en Energie van de Nederlandse Wetenschapsagenda (2015-2016).
- Lid programmacommissie ‘Onzekerheidsbeperking in slimme energiesystemen van de Nederlandse Organisatie voor Wetenschappelijk Onderzoek (NWO-URSES; vanaf 2015).[19]
- Onderwijsdirecteur Kurt Lewin Institute (2010-2013)[20] en wetenschappelijk directeur Kurt Lewin Institute (2013-2017).
- Raadslid van de in 2022 opgerichte Wetenschappelijke Klimaatraad.

## Laatste publicaties
- Steg, L., Keizer, K., Buunk, A.P., & Rothengatter, T. (Eds., 2017). Applied social psychology: understanding and managing social problems (2nd edition). Cambridge: Cambridge University Press.
- Steg, L. (2018). Limiting climate change requires research on climate action. Nature Climate Change, 8, 759-761.
- Steg, L., & De Groot, J.I.M. (2019). Environmental psychology: An introduction (2nd edition). Hoboken, NJ: John Wiley & Sons.
- Van Valkengoed, A., & Steg, L. (2019). Meta-analyses of factors motivating climate change adaptation behaviour. Nature Climate Change, 9, 158-163.
- Bouman, T., & Steg, L. (2019). Motivating society-wide pro-environmental change. One Earth, 1 (1), 27-30.